# Gnomoniella rubicola
Gnomoniella rubicola är en svampart som beskrevs av Pass. 1888. Gnomoniella rubicola ingår i släktet Gnomoniella och familjen Gnomoniaceae.  Arten är reproducerande i Sverige. Inga underarter finns listade i Catalogue of Life.